# Joseph Patrick Lydon
Joseph Patrick Lydon (ur. 2 lutego 1878 w Swinford, zm. 19 sierpnia 1937 Saint Louis) – amerykański piłkarz oraz bokser.
Wystąpił w turniejach piłkarskim i bokserskim na igrzyskach olimpijskich w 1904 w Saint Louis, w obu zdobywając medale. Drużyna piłkarska  Christian Brothers’ College, której Lydon był zawodnikiem i trenerem, wywalczyła srebrny medal. W boksie Lydon zdobył brązowy medal w kategorii półśredniej po porażce w półfinale z Harrym Spanjerem, a w wadze lekkiej przegrał walkę ćwierćfinałową (również ze Spanjerem).